# Temporada 1994-1995 del Liceu
El 5 de setembre de 1994 la Societat del Gran Teatre cedeix la titularitat del mateix a les administracions públiques, constituint-se la Fundació del Gran Teatre del Liceu, i el 7 de novembre se signa el conveni per al finançament de la reconstrucció. El 30 del mateix mes s'inicien els enderrocs. Ja el 1995, l'1 de febrer es constitueix el Consell de Mecenatge de la Fundació del Gran Teatre del Liceu i
s'aprova el projecte de reconstrucció i ampliació, la primera fase consisteix en les obres de fonamentació i estructura. El 15 de setembre es col·loca la primera pedra i el 29 de desembre conclou la fase d'enderrocs.
| Temporada 1994-1995 del Liceu |                  |                  |                      | |           |                                                          |
| Òpera                         | Compositor       | Director musical | Director d'escena    | Papers principals | Producció | Dates                                                    |
| Madama Butterfly              | Giacomo Puccini  | Brian Salesky    | Marco Arturo Marelli | Catherine Malfitano, Violeta Urmana, Francesca Roig, Peter Dvorský, Vicenç Sardinero, Antoni Comas, Vicenç Esteve, Joan Tomàs, Adrià del Castillo, Cristóbal Viñas, Antoni Lluch, Maria Àngels Sarroca, Carme Viaplana, Conxita Garcia       |           | 16, 19, 22, 25, 28, 31 maig (Al Teatre Victòria)         |
| Rigoletto                     | Giuseppe Verdi   | Giuliano Carella | Joan Lluís Bozzo     | Fernando de la Mora (19, 22, 25, 28, 30) / Salvatore Fisichella (27, 29), Joan Pons (22, 25, 28, 30) / Barry Anderson (19, 27, 29), Alessandra Ruffini (19, 22, 25, 28, 30) / Ana Felicia Filip (27, 29), Stefano Palatchi, Laura Polverelli |           | 19, 22, 25, 27, 28, 29 i 30 de juny (al Teatre Victòria) |
| Norma                         | Vincenzo Bellini | Henry Lewis      |                      | Nicola Martinucci, Giancarlo Boldrini, Sharon Sweet, Dolora Zajick, Rosa Maria Ysàs, Josep Ruiz |           |                                                          |